# Parophidion schmidti
Parophidion schmidti är en fiskart som först beskrevs av Loren P. Woods och Kanazawa, 1951.  Parophidion schmidti ingår i släktet Parophidion och familjen Ophidiidae. Inga underarter finns listade i Catalogue of Life.